# Muhama
Muhama är ett periodiskt vattendrag i Burundi.   Det ligger i provinsen Karuzi, i den centrala delen av landet, 100 km öster om huvudstaden Bujumbura.
I omgivningarna runt Muhama växer huvudsakligen savannskog. Runt Muhama är det ganska tätbefolkat, med 111 invånare per kvadratkilometer.